# Eucythere sphaenoidea
Eucythere sphaenoidea is een mosselkreeftjessoort uit de familie van de Eucytheridae. De wetenschappelijke naam van de soort is voor het eerst geldig gepubliceerd in 1988 door Hao.